# Cirrhilabrus luteovittatus
Cirrhilabrus luteovittatus Randall, 1988 è un pesce d'acqua salata appartenente alla famiglia Labridae.

## Distribuzione e habitat
Proviene dalle barriere coralline dell'oceano Pacifico; è stato localizzato dalle Isole Marshall, Pohnpei, Atollo Johnston e Isole Caroline. Nuota tra gli 8 e i 30 m di profondità.

## Descrizione
Presenta un corpo mediamente allungato e compresso lateralmente. Gli occhi sono grandi, la testa non è molto appuntita e ha un profilo quasi arrotondato. La lunghezza massima registrata è di 12 cm.
I maschi adulti si riconoscono facilmente: a differenza degli esemplari femminili e dei giovani, arancioni-grigiastri o arancioni-rossastri con le pinne trasparenti e il ventre pallido, essi sono violacei o rossastri con una fascia orizzontale ampia rosata che attraversa il loro corpo dal peduncolo caudale alla base delle pinne pettorali. Il ventre è azzurro, ma in prossimità della testa diventa viola. La pinna caudale ha il margine arrotondato, la pinna dorsale è giallastra con una striscia verde.
Le femmine di questa specie somigliano agli esemplari femminili di Cirrhilabrus balteatus.

## Biologia

### Comportamento
Solitamente nuota nelle barriere coralline in banchi di pochi esemplari.

### Alimentazione
La sua dieta è composta principalmente da zooplancton.

## Conservazione
Questa specie, nonostante sia ricercata negli acquari, non è a rischio di estinzione ed è diffusa in diverse aree marine protette, quindi viene classificata come "a rischio minimo" (LC) dalla lista rossa IUCN.